# Légion blanche
Pour les mercenaires serbes au Zaïre, voir Légion blanche (Zaïre).
La Légion blanche (en géorgien : თეთრი ლეგიონი, t'et'ri legioni) est un groupe de guérilla composé de Géorgiens ethniques restés sur le sol abkhaze après la défaite des forces armées géorgiennes dans la guerre d'Abkhazie de 1992-1993. Dirigé par Zurab Samushia, le groupe continua le combat aux côtés des Frères de la Forêt contre les forces abkhazes à la fin des années 1990 et au début des années 2000 en Abkhazie orientale.